# أرجون سينغ
أرجون سينغ (بالهندية: अर्जुन सिंह؛ بالإنجليزية: Arjun Singh) هو سياسي هندي، ولد في 2 أبريل 1962. نشط حزبياً في حزب بهاراتيا جاناتا (14 مارس 2019 – 14 مارس 2019) (1998 – 1998). وقد انتخب Member of the 17th Lok Sabha ‏ عن دائرة Barrackpore Lok Sabha constituency ‏ وقد انضم خلال فترته النيابية ‏ للكتلة البرلمانية حزب بهاراتيا جاناتا وانتخب Member of the West Bengal Legislative Assembly ‏.